# Pepys Library

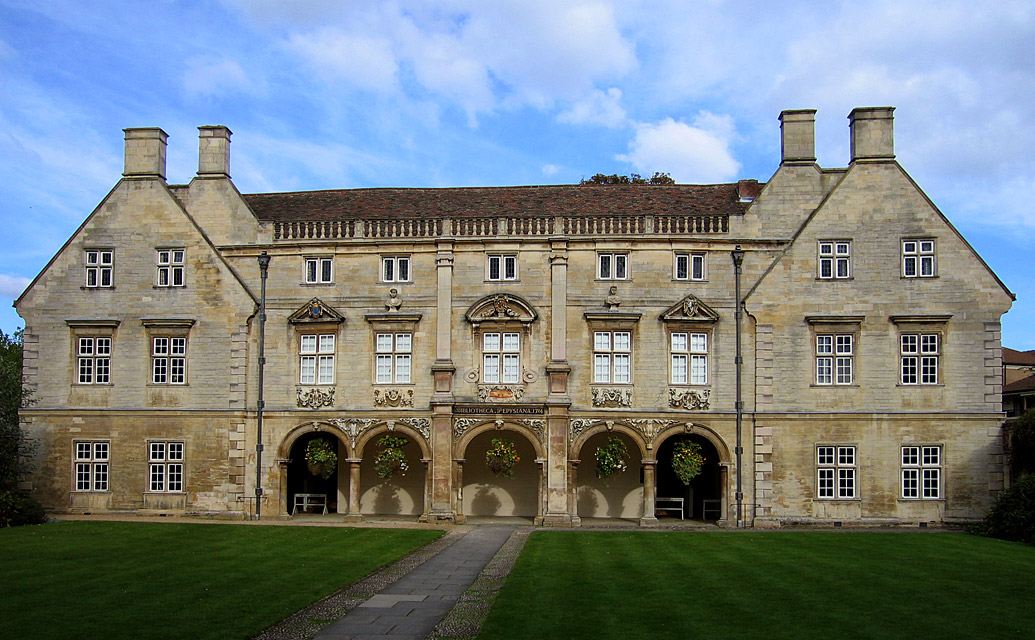
Haus von Samuel Pepys

Die Pepys Library ist eine Sammlung von etwa 3000 antiken Büchern. Sie befindet sich im Wohnhaus vom Samuel Pepys auf dem Gelände des Magdalene College in Cambridge. Pepys überließ das Haus und die Sammlung nach seinem Tode 1703 dem College.